# Herbert Nebe
Herbert Nebe (* 11. Mai 1899 in Leipzig; † 13. Oktober 1985 in Gotha) war ein deutscher Radrennfahrer.
1923 wurde Herbert Nebe gemeinsam mit seiner Mannschaft vom BRC Tornado Leipzig mit Ernst Schugk, Rudolf Dost, Franz Rodies, Hans Hundertmarck und Karl Seiferth deutscher Meister im Mannschaftszeitfahren der Amateure. 1928 errang Herbert Nebe bei den Straßen-Weltmeisterschaften in Budapest die Silbermedaille, vor dem zweiten Deutschen Bruno Wolke. Der 192 Kilometer lange Kurs führte bei großer Hitze durch die ungarische Puszta; 16 Fahrer waren im Start, nur acht erreichten das Ziel. Im Jahr zuvor hatte Nebe bei den ersten Straßenweltmeisterschaften auf dem Nürburgring den fünften Platz belegt. 1928 gewann er zudem Berlin–Cottbus–Berlin, die Bayerische Rundfahrt und wurde Zweiter der Deutschen Straßen-Radmeisterschaften. Er bestritt auch mehrere Sechstagerennen, ohne jedoch auf dem Podium zu landen.
Über seine Erlebnisse bei der Straßenweltmeisterschaft berichtete Nebe später, er sei von Fritz von Opel bedroht worden, falls er weiterfahre, da er aus dessen Sicht nicht das richtige Material, sondern Diamant, fuhr. Der spätere Weltmeister, der Belgier Georges Ronsse, hingegen fuhr das „richtige Material“, ein Opel-Rad mit Torpedo-Freilaufnabe. Zudem gab es den Verdacht, Ronsse sowie sein Landsmann Jules Vanhevel seien im Begleitfahrzeug der Firma Opel mitgefahren oder hätten sich an das Auto drangehangen (was ja auch eine Erklärung für den großen Vorsprung sein könnte). Wegen dieser Streitigkeiten wurde Nebes Vertrag bei Diamant Anfang 1929 nicht verlängert; später erhielt er nach einem Prozess eine Abfindung.
1930 startete Nebe bei der Tour de France, musste aber aufgeben.
Im Herbst 1946 erfolgte die Gründung einer Kommission Berufsradsport in der sowjetischen Besatzungszone, die von ihm und dem Veranstalter Rolf Seyfarth geleitet wurde.